# Kanton Grasse-Sud
Grasse-Sud is een voormalig kanton van het Franse departement Alpes-Maritimes. Het kanton maakte deel uit van het arrondissement Grasse. Het werd opgeheven bij decreet van 24 februari 2014, met uitwerking op 22 maart 2015.

## Gemeenten
Het kanton Grasse-Sud omvatte de volgende gemeenten:
- Auribeau-sur-Siagne
- Grasse (deels, hoofdplaats)
- Pégomas